# Dietrich von Bredow
Dietrich Friedrich Wilhelm von Bredow (* 8. September 1768 in Wölsickendorf bei Freienwalde; † 5. Oktober 1836 in Senzke) war ein preußischer Landrat und Herr auf Senzke und Pessin.

## Leben

### Herkunft
Dietrich von Bredow war ein Sohn des preußischen Rittmeisters und Erbherr auf Senzke, Pessin, Wölsickendorf und Buchow-Karpzow Friedrich Wilhelm von Bredow (1723–1805) und dessen Ehefrau Wilhelmine Louise, geborene von Rochow (1731–1799), Tochter von Friedrich Wilhelm von Rochow. Sein älterer Bruder war der spätere Domherr zu Brandenburg und Stifter des Hauses Ihlow Adolf von Bredow (1763–1852).

### Karriere
Dietrich von Bredow wurde bis zu seinem zehnten Lebensjahr zuhause unterrichtet und besuchte von 1779 bis 1783 die Ritterakademie in Brandenburg an der Havel, dessen Kurator später sein Bruder werden sollte.
Im Januar 1784 trat er in das Dragonerregiment „von Lottum“ der Preußischen Armee ein und nahm 1787 am Feldzug in Holland teil. Am 3. März 1789 avancierte er zum Sekondeleutnant. 1790 marschierte das Regiment nach Schlesien und war im Folgejahr an der pommerschen Ostseeküste stationiert. Mit Beginn des Ersten Koalitionskriegs setzte sich das Regiment in Marsch, stand 1793 am Rhein und belagerte u. a. Mainz. Bredow war anschließend auch noch in der Schlacht bei Pirmasens. Im Februar 1794 nahm er Abschied und verließ die Armee.
In der Folge bewirtschaftete er das Gut Pessin.
Nachdem Peter Friedrich Ludwig von Itzenplitz als Landrat zurückgetreten war, wurde Bredow Anfang 1805 von den Kreisständen zum Landrat und Feuersozietätsdirektor für den Havelländischen Kreis gewählt. Es folgte die Anweisung zum großen Examen am 9. April 1805 und die erfolgreiche Prüfung am 8. Juni 1805, sodass er als geeignet für das Amt festgestellt werden konnte. Am 27. Juni 1805 wurde er offiziell Landrat.
1806 übernahm er nach Erbschaftsstreitigkeiten von seinem Onkel Otto Friedrich von Bredow das Gut Senzke.
Ab 1813 war er als Major und Brigadier des 5. Kurmärkärkischen Landwehr-Infanterie-Regiment und 5. Kurmärkischen Landwehr-Kavallerie-Regiment an den Befreiungskriegen reaktiviert. 1816 ließ er auf dem Gut Senzke einen Friedenshain anlegen, welche die Familiengrabstätte beheimatete.

### Familie
Am 5. November 1794 heiratete er in Stölln Charlotte von der Hagen (1770–1844). Aus der Ehe gingen vier Söhne und zwei Töchter hervor. Sie waren u. a. Großeltern von Klaus und Wolf von Bredow.